# 安杰拉·贝利
安杰拉·贝利（英語：Angela Bailey，1962年2月28日—2021年7月31日），加拿大女子田径运动员。她曾代表加拿大参加1984年和1988年夏季奥林匹克运动会田径比赛，其中1984年奥运会获得一枚银牌。